# Direcció Central de les Societats Obreres de Barcelona
Direcció Central de les Societats Obreres de Barcelona fou una organització obrera de caràcter sindical creada a Barcelona l'octubre de 1868 aprofitant la permissivitat arran la revolució de 1868, i que tenia la finalitat de coordinar les reivindicacions dels obrers de Barcelona.
A primers de desembre de 1868 va fer una crida A los Obreros de Cataluña per a organitzar un congrés obrer de tot el Principat. Aquest congrés se celebrà el dia 13 de desembre de 1868 amb assistència de més de 100 delegats que representaven a 61 societats obreres de Barcelona, Igualada, Manlleu, Martorell, Mataró, Moià, Roda de Ter, Sabadell, Sallent, Sant Andreu de Palomar, Tarragona i Tiana. La primera junta va ser presidida per Joan Fargas.
El febrer de 1869 canvià el nom pel de Centre Federal de les Societats Obreres de Barcelona i va enviar dos delegats (Gaspar Sentiñón i Rafael Farga i Pellicer) al IV congrés de l'AIT celebrat a Basilea el setembre de 1869. Els dirigents més destacats foren Joan Fargas, Rafael Farga i Pellicer, Joan Nuet i Climent Bové.